# Elvis Peeters

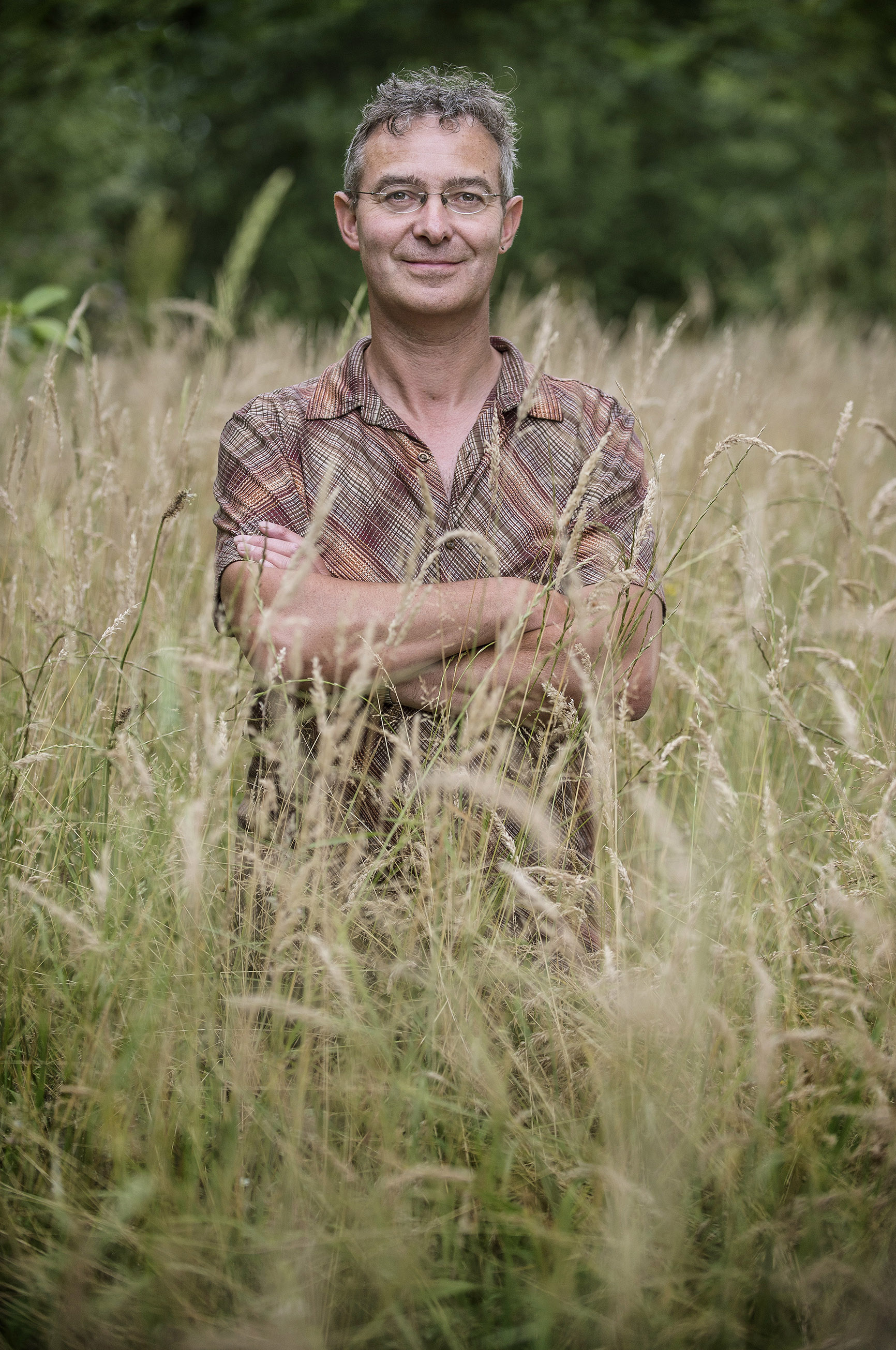
Elvis Peeters (2012)

Elvis Peeters, Pseudonym von Jos Verlooy, (geboren 1957 in Grimbergen) ist ein flämischer Rockmusiker, Performer und Schriftsteller. An verschiedenen seiner Bücher ist  seine Frau Nicole Van Bael als Autorin beteiligt.

## Leben
Jos Verlooy machte eine Ausbildung als Sozialarbeiter in Schaarbeck. Er wohnt in  Kessel.
Peeters gründete 1982 die Rockmusikgruppe Aroma di Amore. Er tritt auch als Sänger mit den Gruppen De Legende, Peeters en Angst und Bange konijnen auf.
Sein erster Band mit Erzählungen erschien 1992, sein erster Roman 1998. Peeters war 2009 mit dem Buch Meneer Papier en zijn meisje für den Kinderbuchpreis Zilveren Griffel nominiert. Sein Roman Dinsdag war 2012 für die Literaturpreise Gouden Uil und Libris Literatuur Prijs nominiert und erreichte die Shortlist für den AKO Literatuurprijs.

## Werke (Auswahl)
- mit Nicole Van Bael: Oradour, Illustrationen Dirk Leyman. Kinderbuch. Amsterdam : Voetnoot, 2012
- mit Nicole Van Bael: Dinsdag, Roman, 2012
- Wij, Roman, 2009
  - Der Sommer, als wir unsere Röcke hoben und die Welt gegen die Wand fuhr. Aus dem Niederländ. von Meike Blatnik. Berlin : Blumenbar, 2014
  - 2018 verfilmt als Wir – Der Sommer, als wir unsere Röcke hoben und die Welt gegen die Wand fuhr
- Meneer Papier en zijn meisje, Kinderbuch, 2008
- Dichter, 2008
- mit Nicole Van Bael: De ontelbaren, Roman, 2005
- Meneer Papier is verscheurd, Kinderbuch, 2003
- Wat overblijft is het verlangen, Gedichte, 2001
- mit Nicole Van Bael: Calvados, Erzählung, 2001
- Meneer Papier gaat uit wandelen, Kinderbuch, 2001
- Brancusi, Erzählung, 1999
- mit Nicole Van Bael: Spa, Roman, 1998
- Wij dolen rond in de nacht en worden verteerd door het vuur, Erzählung, 1995
- mit Nicole Van Bael: Het Uur van de Aap, Erzählung, 1992